# Dalsvatn Station
Dalsvatn Station (Dalsvatn stasjon eller Dalsvatn stoppested) er en tidligere jernbanestation på Bratsbergbanen, der ligger i Sauherad kommune i Norge.
Stationen blev oprettet som holdeplads 11. februar 1920 og var bemandet indtil 1. juni 1958, hvor den blev nedgraderet til trinbræt. Betjeningen med persontog ophørte 13. juni 2004.
Stationsbygningen blev opført i brunmalet træ i nyklassicistisk stil efter tegninger af Gudmund Hoel og Eivind Gleditsch i 1916. Stationsbygningen brændte ned til grunden 29. august 2017. Stationens udhus fremgik af Jernbaneverkets liste over beskyttede bygninger i henhold til Plan- og bygningsloven i 2012 men ikke af den tilsvarende liste fra 2015.